# Жижемский, Ярош Иванович
Князь Ярош Иванович Жижемский (? — 1598) — государственный деятель Великого княжества Литовского, ротмистр королевский, староста речицкий (1576—1598).

## Биография
Представитель княжеского рода Жижемских (Рюриковичи). Старший сын князя Ивана Тимофеевича Жижемского (? — 1565). Младший брат — лесничий кобринский, князь Сильвестр Иванович Жижемский.
Первоначально носил чин ротмистра королевского. В 1576 году Ярош Жижемский получил должность старосты речицкого.
Владел имениями Вербковичи в Минском повете, Новоселки в Мозырском повете, Копысь и Жижма.
Единственный сын — князь Петр Ярошевич Жижемский, староста речицкий до 1618 года.